# King's Men
The King's Men was een Engels theatergezelschap ten tijde van Jacobus I en Karel I. Het was de voortzetting van de succesvolle toneelgroep die eerder bekendstond onder de naam Lord Chamberlain's Men, het gezelschap van huisschrijver William Shakespeare en steracteur Richard Burbage. Met de troonsbestijging van Jacobus I in 1603 kwam het gezelschap onder het beschermheerschap van de nieuwe koning en werd de naamsverandering een feit. Ook onder Jacobus' opvolger Karel I bleef het patronaat van de koning gehandhaafd.
Tussen 1603 en 1642, het jaar waarin alle theaters op last van het parlement werden gesloten, traden de King's Men vele malen op aan het hof. Deze voorstellingen vonden gewoonlijk plaats in de wintermaanden, met de kerstperiode als hoogtijdagen. De stukken die werden opgevoerd waren vooral die van Shakespeare, maar ook werk van Ben Jonson en later Thomas Heywood, Philip Massinger en het succesvolle schrijversduo Francis Beaumont en John Fletcher stonden op het repertoire. De vele optredens, niet alleen aan het hof maar ook in de Londense theaters en in de provincie, zorgden voor een hoge werkdruk en leidden ertoe dat het gezelschap dat, zoals vele groepen destijds, een beperkt aantal vaste medewerkers telde (in de koninklijke akte bij de oprichting op 19 mei 1603 worden slechts negen acteurs met name genoemd) op zoek moest naar versterking.
In 1606 werden drie optredens aan het hof verzorgd in de zomermaanden, dit ter gelegenheid van het staatsbezoek van de Deense koning. De rest van het zomerseizoen reisde men door de provincie.
Gedurende de tweede helft van 1608 waren de Londense theaters gesloten wegens een uitbraak van de pest en maakte men weer een tour door het land.
In datzelfde jaar verwierf het gezelschap het overdekte Blackfriars Theatre, waardoor men in staat was het hele jaar door te spelen in plaats van afhankelijk te zijn van de weersomstandigheden. Dit theater telde enkele honderden plaatsen en was daarmee aanzienlijk kleiner dan hun andere theater The Globe, dat wel tot 3000 toeschouwers kon bevatten. De toegangsprijzen voor Blackfriars lagen echter aanzienlijk hoger: het duurste kaartje voor de Globe kostte evenveel als het goedkoopste in Blackfriars. De inkomsten van het gezelschap namen dan ook aanzienlijk toe. Hierdoor was men in staat het in 1613 afgebrande theater The Globe te verbouwen, met deze keer een pannendak in plaats van het eerdere rieten dak. Een belangrijk voordeel van het bespelen van twee theaters was dat men bij calamiteiten zoals een brand niet meteen alle kostuums en teksten kwijt was, zoals het gezelschap de Admiral's Men overkwam toen hun theater The Fortune in 1621 afbrandde.
In januari 1612 traden de King's Men aan het hof gezamenlijk op met Queen Anne's Men met twee stukken van Thomas Heywood, The Silver Age en The Rape of Lucrece. Mogelijk speelde Christopher Beeston, die eerder bij de Chamberlain’s Men had gespeeld, ook in deze stukken mee. 
In de daarop volgende winter waren er grote feestelijkheden aan het hof ter gelegenheid van het huwelijk van Jacobus’ dochter Elizabeth Stuart met Frederik V van de Palts.  De King’s Men verzorgden 20 optredens, met onder meer zeven stukken van Shakespeare, een van Jonson en vier van Beaumont en Fletcher, die inmiddels als schrijversduo zeer populair waren geworden. 
Shakespeare stierf op 23 april 1616. In dat jaar sloot Nathan Field zich aan bij het gezelschap als acteur. Later zou hij ook gaan werken als schrijver. Shakespeares rol als huisschrijver werd overgenomen door John Fletcher, die behalve met Beaumont ook veel samen schreef met anderen. In de jaren 30 trad Philip Massinger meer op de voorgrond als schrijver voor het gezelschap. 
In 1625 volgde Karel I Jacobus op als koning. Karel had een ‘eigen’ gezelschap dat optrad onder de naam Prince Charles's Men. 
Dit leverde enige onzekerheid op over het voortbestaan van de groep, maar de bekendheid en populariteit van de King’s Men gaven de doorslag. Karels gezelschap werd opgeheven en enkele spelers stapten over naar de King’s Men. De groep was gegroeid tot 15 aandeelhouders en ondanks de slechte economische omstandigheden gingen de zaken goed en konden stukken worden gespeeld met een ruimere rolbezetting.
In 1642 werden alle theaters gesloten op last van het parlement, waarin de puriteinen de overhand hadden gekregen. Het gezelschap bleef niettemin actief en de spelers deden hun best om dat zo te houden, maar uiteindelijk met weinig succes.
Toen de theaterwereld na de Burgeroorlog en de periode van de Commonwealth weer opbloeide onder Karel II was de oude traditie van de door edelen gesponsorde gezelschappen echter verdwenen en nieuwe tradities kondigden zich aan. 